# Élection présidentielle ougandaise de 2026
L'élection présidentielle ougandaise de 2026 a lieu le 12 janvier 2026 afin d'élire le président de l'Ouganda pour un mandat de cinq ans. Le premier tour a lieu en même temps que les élections législatives.

## Système électoral
Le président de l'Ouganda est élu au scrutin uninominal majoritaire à deux tours pour un mandat de cinq ans, sans limitation du nombre de mandat. Est élu le candidat ayant obtenu la majorité absolue des suffrages exprimés au premier tour. À défaut, un second tour est organisé entre les deux candidats ayant obtenu le plus grand nombre de suffrages, et celui qui arrive en tête est déclaré élu.
Le chapitre 142 de la loi sur les élections présidentielles de 2000 dispose que les candidats à la présidence doivent être citoyens ougandais de naissance et être qualifiés pour être députés.Les candidats doivent également être sains d’esprit et n’avoir aucun lien formel avec la Commission électorale de l’Ouganda. La limite du nombre de mandat a été abolie en 2005. Les élections sont supervisées par la Commission électorale de l’Ouganda.